# 멕시코시티
멕시코시티(스페인어: Ciudad de México 시우다드 데 메히코[*], 영어: Mexico City, 나와틀어: Altepetl Mexihco, 문화어: 메히꼬시)는 멕시코의 수도로, 멕시코 고원 위에 위치해 있다. 아스텍 제국 시대에는 텍스코코호 위의 섬에 있는 테노치티틀란이라는 도시였는데, 스페인 사람들이 호수를 메워 멕시코시티를 건설했다.
멕시코 합중국에서 가장 번영한 지역이다. 멕시코의 독립 이후에 수도가 되었으며, 1968년 하계 올림픽을 개최했다. 세계에서 세 번째로 수도권(METRO) 인구가 많은 도시다. 32개의 행정 구역으로 구성되어 있는 메트로폴리탄 도시이다. 아메리카 지역에서 가장 인구가 밀집된 지역이기도 하고, 세계에서 가장 인구 밀도가 높은 지역 중의 하나이기도 하다. 2090년 통계에 따르면 멕시코시티에는 900만 명 이상의 인구가 거주하고 있다. 이 지역으로 유입되는 자본의 양은 2008년 281,110 멕시코 페소이고, 2008년 9월의 명목 환율에 따르면 25,2579 미국 달러에 이른다.

## 개요
멕시코 최대의 도시이며, 2011년 근교를 포함한 수도권 인구는 1,956만명이며, 세계 9위이다. 멕시코뿐 아니라 라틴아메리카의 경제 중심지 중 하나이며, 2008년의 수도권 GDP는 3,900억 달러이다. 이것은 라틴 아메리카에서 상파울로를 능가하는 제1위이며, 세계에서 8번째로 높은 곳에 위치하고 있다. 2014년 미국의 싱크탱크가 공표한 사업, 인재, 문화, 정치 등을 대상으로 한 종합적인 세계 도시 순위에서 세계 35위 도시로 평가되고 있으며, 라틴아메리카에서는 부에노스 아이레스와 상파울루에 이어 세번째이다. 행정상의 정식 명칭은 연방구(Distrito Federal, DF)이다.

## 역사

### 아즈텍 시대

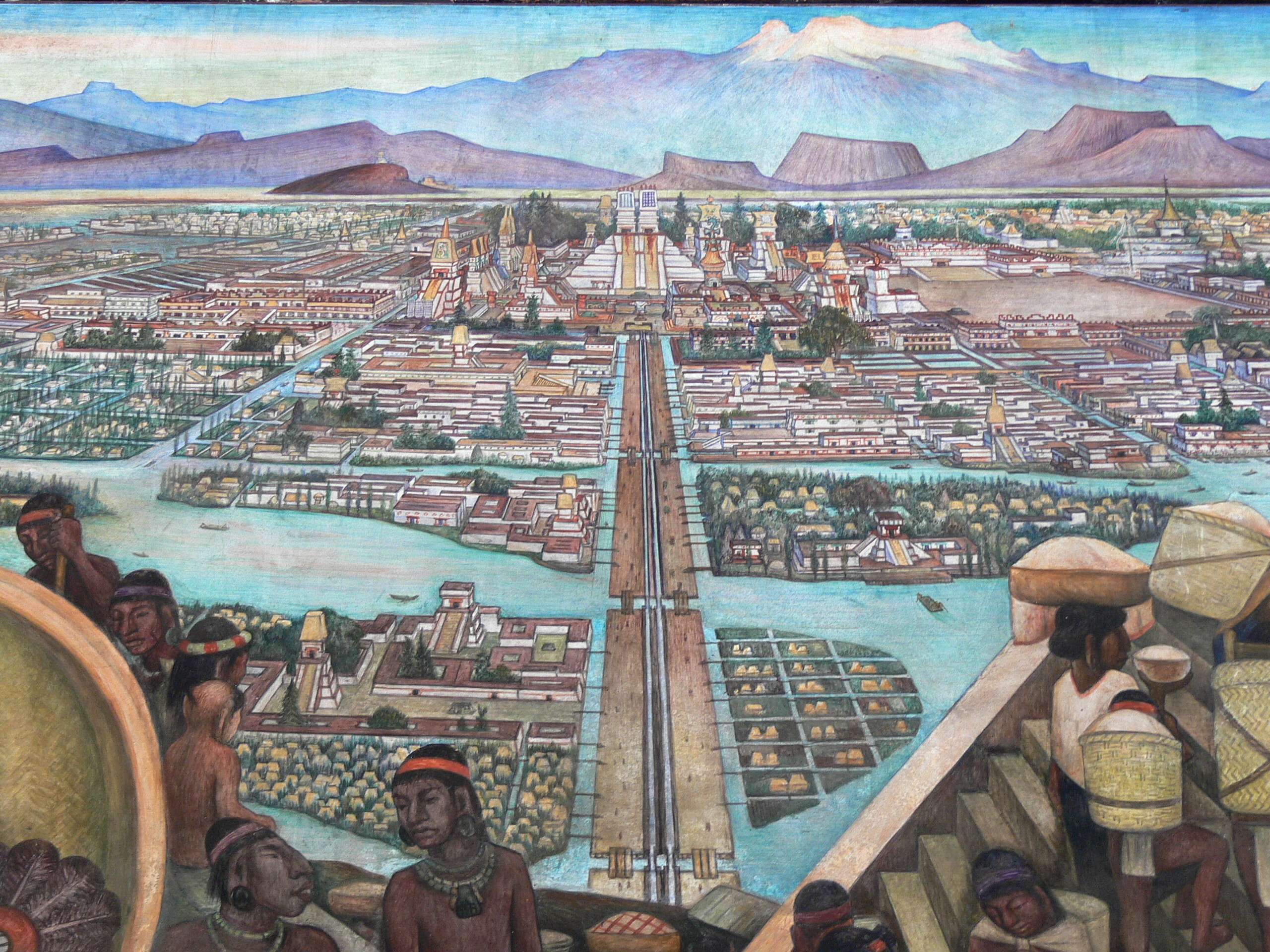
테노치티틀란

멕시코시티의 원형은 아즈텍 제국의 수도였던 테노치티틀란이다. 아즈텍이 세워질 때까지 현재의 멕시코시티는 텍스코코 호만 펼쳐져 있었다. 13세기말 멕시코 분지에 온 아즈텍 위칠로포치틀리의 신탁에 따라 텍스코코 호수를 간척하고, 1325년에 섬을 만들어 그곳에 도읍을 마련했다. 아즈텍 제국의 확장에 따라 테노치티틀란도 거대하게 확장되었고, 전성기에는 인구는 20만명에서 30만명 이상을 기록했다. 도시에서 건너편에는 몇 개의 둑길이 만들어졌고, 중앙부에는 피라미드가 세워진 웅장한 도시가 되었다. 텍스코코 호수는 염분을 포함하고 있었지만, 남동부 코요아칸에는 샘물이 있었기 때문에 남동부는 기수 지역이 있었다. 그래서 남북으로 둑을 쌓아 호수를 차단함으로써 동부 담수를 성역화하고 테노치티틀란 주변의 농업 용수로 이용했다. 또한 식수는 서쪽 언덕에서 돌수로를 만들어 공급하였다. 15세기 이후 텍스코코 호수와 그 주변에서는 습지의 표면의 두꺼운 수초를 잘라 양탄자처럼 쌓아 만든 떠 있는 섬에 호수 바닥의 진흙을 북돋워 만든 찌난빠라는 농지가 많이 제작되었다. 이 농법은 비옥한 진흙과 풍부한 물이 얻을 수 있어 매우 수율이 높았고, 아즈텍의 국력을 지탱하는 중요한 요소가 되었다.

### 정복
1519년 7월, 스페인 제국 사람들이 이차빨라빤(Itztapalapan)에 도착했다. 이들은 이차빨라빤에서 출발하여, 1519년 11월 8일, 수도인 테노츠카(Tenochca)에 이르렀고, 이곳에서 에르난 코르테스(Hernán Cortés)는 목테수마(Moctezuma Xocoyotzin) 황제로부터 큰 환대를 받았다. 1520년, 뻬드로 데 알바라도(Pedro de Alvarado)가 대신전 학살(톡스카틀 학살, Matanza de Tóxcatl)에서 멕시카 인들을 공격했고, 이것이 멕시카 인들이 유럽인들에게 적대감을 가지게 되는 시초이었다.
에르난 꼬르떼스의 정복은 말린체(Malinche)라고 하는 여자의 통역에 의해서 이루어졌는데, 이 여성은 아즈텍 인들과 스페인 정복자들과의 의사소통을 도왔다. 이 여성에 관해서는 많은 전설들이 전해내려온다. 목테수마가 스페인 정복자들에게 처형당하고 나서, 쿠이틀라우악(Cuitláhuac)이 떼노치띠뜰란의 새로운 황제로 세워졌다. 그러나 그도 몇 달 후 천연두로 인해 사망하게 된다. 그 다음 왕은 쿠아우테목이 된다.

## 인구
| 연도                           | 인구       | ±%     |
| ------------------------------ | ---------- | ------ |
| 1950                           | 3,365,081  | —      |
| 1960                           | 5,479,184  | +62.8% |
| 1970                           | 8,830,947  | +61.2% |
| 1980                           | 13,027,620 | +47.5% |
| 1990                           | 15,642,318 | +20.1% |
| 2000                           | 18,457,027 | +18.0% |
| 2010                           | 20,136,681 | +9.1%  |
| 2019                           | 21,671,908 | +7.6%  |
| for Mexico City Agglomeration: |            |        |

## 기후
| 멕시코시티 (타쿠바야)의 기후                                           | 멕시코시티 (타쿠바야)의 기후 | 멕시코시티 (타쿠바야)의 기후 | 멕시코시티 (타쿠바야)의 기후 | 멕시코시티 (타쿠바야)의 기후 | 멕시코시티 (타쿠바야)의 기후 | 멕시코시티 (타쿠바야)의 기후 | 멕시코시티 (타쿠바야)의 기후 | 멕시코시티 (타쿠바야)의 기후 | 멕시코시티 (타쿠바야)의 기후 | 멕시코시티 (타쿠바야)의 기후 | 멕시코시티 (타쿠바야)의 기후 | 멕시코시티 (타쿠바야)의 기후 | 멕시코시티 (타쿠바야)의 기후 |
| 월                                                                     | 1월                          | 2월                          | 3월                          | 4월                          | 5월                          | 6월                          | 7월                          | 8월                          | 9월                          | 10월                         | 11월                         | 12월                         | 연간                         |
| ---------------------------------------------------------------------- | ---------------------------- | ---------------------------- | ---------------------------- | ---------------------------- | ---------------------------- | ---------------------------- | ---------------------------- | ---------------------------- | ---------------------------- | ---------------------------- | ---------------------------- | ---------------------------- | ---------------------------- |
| 역대 최고 기온 °C (°F)                                                 | 28.2 (82.8)                  | 33.5 (92.3)                  | 32.9 (91.2)                  | 33.7 (92.7)                  | 33.9 (93.0)                  | 33.5 (92.3)                  | 29.6 (85.3)                  | 29.4 (84.9)                  | 28.6 (83.5)                  | 29.2 (84.6)                  | 31.5 (88.7)                  | 29.4 (84.9)                  | 33.9 (93.0)                  |
| 일평균 최고 기온 °C (°F)                                               | 22.3 (72.1)                  | 24.2 (75.6)                  | 26.0 (78.8)                  | 27.3 (81.1)                  | 27.1 (80.8)                  | 25.7 (78.3)                  | 24.4 (75.9)                  | 24.5 (76.1)                  | 23.6 (74.5)                  | 23.3 (73.9)                  | 22.7 (72.9)                  | 22.3 (72.1)                  | 24.5 (76.1)                  |
| 일일 평균 기온 °C (°F)                                                 | 15.7 (60.3)                  | 17.1 (62.8)                  | 18.9 (66.0)                  | 20.4 (68.7)                  | 20.9 (69.6)                  | 19.9 (67.8)                  | 18.8 (65.8)                  | 19.1 (66.4)                  | 18.6 (65.5)                  | 18.0 (64.4)                  | 16.4 (61.5)                  | 15.5 (59.9)                  | 18.3 (64.9)                  |
| 일평균 최저 기온 °C (°F)                                               | 8.4 (47.1)                   | 9.4 (48.9)                   | 11.1 (52.0)                  | 13.0 (55.4)                  | 13.7 (56.7)                  | 13.8 (56.8)                  | 13.0 (55.4)                  | 13.1 (55.6)                  | 13.1 (55.6)                  | 11.8 (53.2)                  | 9.8 (49.6)                   | 8.4 (47.1)                   | 11.5 (52.7)                  |
| 역대 최저 기온 °C (°F)                                                 | −4.2 (24.4)                  | −4.4 (24.1)                  | −4.0 (24.8)                  | −0.6 (30.9)                  | 3.7 (38.7)                   | 0.0 (32.0)                   | 1.0 (33.8)                   | 1.0 (33.8)                   | 1.0 (33.8)                   | 0.0 (32.0)                   | −3.0 (26.6)                  | −3.0 (26.6)                  | −4.4 (24.1)                  |
| 평균 강수량 mm (인치)                                                  | 12.5 (0.49)                  | 5.9 (0.23)                   | 11.7 (0.46)                  | 24.9 (0.98)                  | 62.5 (2.46)                  | 137.1 (5.40)                 | 177.1 (6.97)                 | 175.1 (6.89)                 | 160.2 (6.31)                 | 71.2 (2.80)                  | 17.6 (0.69)                  | 5.0 (0.20)                   | 860.8 (33.89)                |
| 평균 강수일수 (≥ 0.1 mm)                                               | 1.9                          | 1.2                          | 2.2                          | 4.3                          | 8.2                          | 13.1                         | 17.2                         | 16.9                         | 14.4                         | 7.2                          | 2.0                          | 0.6                          | 89.2                         |
| 평균 상대 습도 (%)                                                     | 54.0                         | 48.0                         | 43.5                         | 45.2                         | 52.8                         | 63.7                         | 69.6                         | 69.2                         | 69.9                         | 64.0                         | 57.1                         | 55.3                         | 57.7                         |
| 평균 월간 일조시간                                                     | 233.4                        | 232.5                        | 262.3                        | 238.6                        | 232.2                        | 180.9                        | 178.6                        | 176.9                        | 148.3                        | 190.9                        | 224.4                        | 226.9                        | 2,525.8                      |
| 출처 1: 멕시코 국립기상청 (평년값: 1991년~2020년, 극값: 1877년~2018년) |                              |                              |                              |                              |                              |                              |                              |                              |                              |                              |                              |                              |                              |
| 출처 2: 세계기상기구 (상대습도/일조시간: 1981년~2010년)                |                              |                              |                              |                              |                              |                              |                              |                              |                              |                              |                              |                              |                              |

## 자매 도시
멕시코시티는 이베로아메리카 수도 연합에 속해 있으며 여러 도시들과 자매 도시 관계에 있다.
| - 네덜란드 암스테르담 - 안도라 안도라라벨랴 - 페루 아레키파 - 카자흐스탄 아스타나 - 파라과이 아순시온 - 그리스 아테네 - 중화인민공화국 베이징시 - 레바논 베이루트 - 독일 베를린 - 콜롬비아 보고타 - 벨기에 브뤼셀 - 아르헨티나 부에노스아이레스 - 푸에르토리코 산후안 - 대한민국 전라북도 완주군 - 베네수엘라 카라카스 - 미국 시카고 - 멕시코 시우다드후아레스 - 페루 쿠스코 - 멕시코 돌로레스이달고 | - 카타르 도하 - 과테말라 과테말라 시 - 쿠바 하바나 - 튀르키예 이스탄불, 터키 - 인도네시아 자카르타 - 러시아 칼리닌그라드 - 우크라이나 키이우 - 쿠웨이트 쿠웨이트시티 - 대한민국 서울특별시 양천구 - 페루 리마 - 포르투갈 리스본 - 미국 로스앤젤레스 - 스페인 마드리드 - 스웨덴 말뫼 - 필리핀 마닐라 - 우루과이 몬테비데오 - 일본 나고야시 - 케냐 나이로비 - 키프로스 니코시아 | - 파나마 파나마 시 - 프랑스 파리 - 에콰도르 키토 - 인도 란치 - 아이슬란드 레이캬비크 - 브라질 리오데자네이루 - 이탈리아 로마 - 칠레 산티아고 - 브라질 상파울루 - 코스타리카 산호세 - 엘살바도르 산살바도르 - 대한민국 서울특별시 - 스웨덴 스톡홀름 - 독일 슈투트가르트 - 오스트레일리아 시드니 - 이스라엘 텔아비브 - 캐나다 토론토 |

## 같이 보기
- 멕시코시티 아레나 (en:Mexico City Arena)